# Kniha Ozeáš
Kniha Ozeáš nebo též Kniha proroka Ozeáše (hebrejsky ספר הושע‎, sefer Hošea' ) je první knihou z dvanácti malých proroků ve Starém zákoně. Zachycuje proroctví proroka Ozeáše v polovině 8. století př. n. l.

## Vznik knihy

### Ozeášovo působení
Podle úvodního verše působil prorok Ozeáš za vlády izraelského krále Jeroboáma II. a za judských králů Uziáše, Jótama, Achaza a Chizkiáše. Tato synchronizace však není zcela bezproblémová, neboť zmíněná řada judských králů zdaleka přesahuje vládu izraelského Jeroboáma II. Navíc by to znamenalo, že prorok zažil pád Samaří, a tedy naplnění hlavních hrozeb, které proti Izraeli vyřkl, avšak prorok se o ničem takovém nezmiňuje. Je proto možné, že doba krále Chizkiáše je přidána navíc, pravděpodobně kvůli tomu, že poslední izraelský král Hóšea měl stejné jméno jako prorok.
Dalšími časovými indiciemi jsou předpověď zániku Jehúovy dynastie (747 př. n. l.) a snad narážka na syrsko-efrajimskou válku (Judsko napadeno spojenými králi Damašku a Izraele, asi 734 př. n. l.). Z prvních třech kapitol je patrná klidná a pokojná situace v zemi, což ukazuje na dobu vlády Jeroboáma II. (tj. před 747 př. n. l.). Ozeáš je tedy současníkem Ámosovým. Ozeáš – podobně jako Ámos – bojuje svými výroky proti morálnímu a náboženskému úpadku v zemi v polovině 8. století př. n. l.

### Po Ozeášově smrti
Jako všechny knihy obsahující výroky předexilních proroků, i v případě Ozeáše větší část obsahu pochází od tohoto proroka a byla již zapsána za jeho života jeho žáky a stoupenci. Po jeho smrti a po zániku Izraelského království (pravděpodobně ve stejnou dobu, r. 722 př. n. l.) se jeho žáci i se spisy přestěhovali na jih do Judska, kde tyto spisy byly přijaty a aplikovány na Judsko. Konečnou podobu dostala kniha za babylonského zajetí a krátce po něm, když ji uspořádala a částečně doplnila deuteronomistická škola. Poslední, nejmladší dodatky pocházejí z doby po vybudování druhého chrámu v Jeruzalémě, tedy po r. 515 př. n. l.

## Struktura knihy
1. Úvod (1,1-2) – časové určení působení proroka.
2. Prorokovo manželství (1,3 – 3,5) – První tři kapitoly jsou směsí alegorie a životopisných údajů o prorokovi. Jednotlivé prvky od sebe však lze jen těžko odlišit. Prorok dostává od Boha příkaz oženit se s (chrámovou) prostitutkou a mít s ní děti, kterým dává symbolická jména: Jizreel (jméno planiny, která byla/bude pro Izrael svědkem kritických okamžiků), Lórucháma (tj. Neomilostněná) a Lóamí (Tj. Ne-můj-lid). Jeho život je tak symbolem a znamením pro vztah mezi Bohem a Izraelem: Izrael představuje nevěrnou manželku, která se jako nevěstka vydává všem okolním národům a neustále opouští svého muže-Boha. Nevěrnost lidu vyjádřená obrazem smilstva a prostituce je centrálním tématem knihy. Plodem nevěrnosti, jak ukazují symbolická jména dětí, je zavržení vyvoleného lidu.
3. Výroky proti Izraeli (4,1 – 12,2) – sbírka nejrůznějších výroků proti Izraeli. Prorok odsuzuje většinou odpadání od pravého kultu jediného Boha, zavádění cizích praktik, nespoléhání se na Boha v politických záležitostech a – i když v daleko menší míře než např. jeho současník Ámos – sociální nespravedlnost bující v zemi.
4. Nadějný a pozitivní závěr (12,3 – 14,10) – i když se zde vyskytují stále tvrdé výroky proti Izraeli, celkový duch těchto veršů je pozitivní a hovoří o novém začátku, který bude lidu dán poté, co bude potrestán a očištěn. Tyto poslední kapitoly pocházejí z doby babylonského zajetí a krátce po něm.

## Témata a poselství knihy
Celou knihou proniká jedno ústřední téma, a to je nevěrnost Izraele vůči Bohu. Tato nevěra je popisována obrazem prostituce a manželské nevěry, což je umožněno mimo jiné i tím, že Izraelité přejímali s jinými prvky okolních kultur i kultickou prostituci. Jedna charakteristická část cizích kultů se proto stala symbolickým znázorněním poskvrněného vztahu Izraele a Boha. Dalším často užívaným obrazem je smlouva a soudní spor, což je charakteristické pro dobu, kdy na neklidné mezinárodní scéně se to smlouvami, pakty a jejich porušeními jen hemžilo. Celá kniha je ve znamení vedení soudního sporu, který Bůh (po)vede proti Izraeli.
Izraeli není vytýkána – jako u Ámose nebo Micheáše – v prvé řadě sociální nespravedlnost a útisk, ale obecně odpad od víry a od uctívání jediného Boha. Sociální otázka je jednou ze součástí tohoto odpadlictví, které však má svůj původ v pýše a v zatvrzelosti srdce Izraele. Prorok tvrdými slovy odsuzuje situaci v zemi a vyslovuje jasný ortel: Izrael bude zničen, vypleněn a odvlečen do zajetí. To se stalo v roce 722 př. n. l., krátce po prorokově působení.
Ozeáš je významný i proto, že se v něm poprvé objevuje základní schéma dějin Izraele, jak je známo z Pentateuchu; Ozeáš zmiňuje zničení Sodomy a Gomory, zápas Jákoba s andělem, vyjití z Egypta pod vedením „proroka“ (tj. Mojžíše) a putování pouští. Není však jisté, zda Ozeáš znal souvislé vyprávění nebo jen jednotlivé tradice.
Ozeáš má vysoké mínění o poslání proroka. Ve smyslu deuteronomické školy je prorok hlavním prostředníkem mezi Bohem a Izraelem, zatímco královská instituce je spíše výplodem odpadlictví izraelského lidu. Ozeáš se považuje za jednoho z proroků, které Bůh neustále vysílal k lidu, aby byli jeho „strážci“. Ozeáš tedy navazuje na dlouhou předchozí prorockou tradici v Izraeli.